# Albo d'oro del Torneo delle Regioni (calcio a 5)

## Prime edizioni
| Ed. | Anno          | Ospitante              | Juniores maschile      | Juniores maschile      | Juniores maschile      | Femminile              | Femminile              | Femminile              |
| Ed. | Anno          | Ospitante              | Vincitore              | Esito                  | 2º posto               | Vincitore              | Esito                  | 2º posto               |
| --- | ------------- | ---------------------- | ---------------------- | ---------------------- | ---------------------- | ---------------------- | ---------------------- | ---------------------- |
| 1ª  | 1985 Dettagli | ?                      | Lazio                  | -                      | Emilia-Romagna         |                        | n.d.                   |                        |
| 2ª  | 1986 Dettagli | ?                      | Lazio                  | -                      |                        |                        | n.d.                   |                        |
| 3ª  | 1987 Dettagli | ?                      | Lazio                  | -                      |                        |                        | n.d.                   |                        |
| 4ª  | 1988 Dettagli | ?                      | Marche                 | -                      |                        |                        | n.d.                   |                        |
| −   | 1989          | Edizione non disputata | Edizione non disputata | Edizione non disputata | Edizione non disputata | Edizione non disputata | Edizione non disputata | Edizione non disputata |
| 5ª  | 1990 Dettagli | ?                      | Lazio                  | -                      |                        |                        | n.d.                   |                        |
| 6ª  | 1991 Dettagli | ?                      | Sicilia                | -                      |                        |                        | n.d.                   |                        |
| 7ª  | 1992 Dettagli | ?                      | Sicilia                | -                      |                        |                        | n.d.                   |                        |
| 8ª  | 1993 Dettagli | ?                      | Lombardia              | -                      |                        |                        | n.d.                   |                        |
| −   | 1994          | Edizione non disputata | Edizione non disputata | Edizione non disputata | Edizione non disputata | Edizione non disputata | Edizione non disputata | Edizione non disputata |
| 9ª  | 1995 Dettagli | ?                      | Lazio                  | -                      |                        |                        | n.d.                   |                        |
| 10ª | 1996 Dettagli | ?                      | Sicilia                | -                      |                        |                        | n.d.                   |                        |
| 11ª | 1997 Dettagli | ?                      | Lazio                  | -                      |                        |                        | n.d.                   |                        |
| 12ª | 1998 Dettagli | ?                      | Lombardia              | -                      |                        |                        | n.d.                   |                        |
| 13ª | 1999 Dettagli | ?                      | Toscana                | -                      |                        |                        | n.d.                   |                        |
| 14ª | 2000 Dettagli | ?                      | Campania               | -                      |                        |                        | n.d.                   |                        |
| 15ª | 2001 Dettagli | ?                      | Toscana                | -                      |                        |                        | n.d.                   |                        |
| 16ª | 2002 Dettagli | ?                      | Campania               | -                      |                        |                        | n.d.                   |                        |
| 17ª | 2003 Dettagli | ?                      | Sicilia                | -                      |                        |                        | n.d.                   |                        |
| 18ª | 2004 Dettagli | ?                      | Piemonte               | -                      |                        |                        | n.d.                   |                        |
| 19ª | 2005 Dettagli | ?                      | Lazio                  | -                      |                        |                        | n.d.                   |                        |
| 20ª | 2006 Dettagli | Lazio                  | Puglia                 | -                      |                        | Puglia                 | -                      | Veneto                 |
| 20ª | 2007 Dettagli | Lazio                  | Puglia                 | -                      |                        | Puglia                 | -                      | Veneto                 |
| 21ª | 2008 Dettagli | Emilia-Romagna         | Veneto                 | -                      |                        | Lazio                  | -                      |                        |
| 22ª | 2009 Dettagli | Abruzzo                | Abruzzo                | -                      |                        | Abruzzo                | -                      |                        |
| 23ª | 2010 Dettagli | Umbria                 | Sicilia                | -                      |                        | Umbria                 | -                      |                        |
| 24ª | 2011 Dettagli | Lazio                  | Puglia                 | -                      |                        | Umbria                 | -                      |                        |
| 25ª | 2012 Dettagli | Basilicata             | Sicilia                | 5-2                    | Campania               | Abruzzo                | 2-1 (dts)              | Puglia                 |

## Edizioni moderne
| Ed. | Anno          | Ospitante              | Juniores               | Juniores               | Juniores               | Allievi                | Allievi                | Allievi                | Giovanissimi           | Giovanissimi           | Giovanissimi           | Femminile              | Femminile              | Femminile              |
| Ed. | Anno          | Ospitante              | Vincitore              | Esito                  | 2º posto               | Vincitore              | Esito                  | 2º posto               | Vincitore              | Esito                  | 2º posto               | Vincitore              | Esito                  | 2º posto               |
| --- | ------------- | ---------------------- | ---------------------- | ---------------------- | ---------------------- | ---------------------- | ---------------------- | ---------------------- | ---------------------- | ---------------------- | ---------------------- | ---------------------- | ---------------------- | ---------------------- |
| 26ª | 2013 Dettagli | Sardegna e Lazio       | Lombardia              | 5-1                    | Veneto                 | Lazio                  | 4-0                    | Puglia                 | Veneto                 | 6-3                    | Puglia                 | Marche                 | 6-3                    | Puglia                 |
| 27ª | 2014 Dettagli | Friuli-Venezia Giulia  | Veneto                 | 8-6                    | Lazio                  | Lazio                  | 5-1                    | Sicilia                | Sicilia                | 4-1                    | Veneto                 | Veneto                 | 4-1                    | Puglia                 |
| 28ª | 2015 Dettagli | Marche                 | Veneto                 | 4-2 (dts)              | Sicilia                | Lazio                  | 4-4 (7-6 dtr)          | Marche                 | Sicilia                | 9-1                    | Lazio                  | Puglia                 | 3-2                    | Sicilia                |
| 29ª | 2016 Dettagli | Valle d'Aosta          | Veneto                 | 5-1                    | Puglia                 | Veneto                 | 3-2                    | Lazio                  | Lazio                  | 2-0                    | Piemonte               | Abruzzo                | 7-5                    | Piemonte               |
| 30ª | 2017 Dettagli | Puglia                 | Calabria               | 7-3                    | Emilia-Romagna         | Lazio                  | 6-3                    | Veneto                 | Veneto                 | 7-6                    | Lazio                  | Veneto                 | 5-3                    | Toscana                |
| 31ª | 2018 Dettagli | Umbria                 | Lazio                  | 4-3 (dts)              | Sicilia                | Lazio                  | 5-1                    | Abruzzo                | Emilia-Romagna         | 7-3                    | Veneto                 | Piemonte               | 2-1                    | Sicilia                |
| 32ª | 2019 Dettagli | Basilicata             | Veneto                 | 8-3                    | Marche                 | Piemonte               | 4-2                    | Abruzzo                | Emilia-Romagna         | 3-3 (6-5 dtr)          | Calabria               | Abruzzo                | 3-1                    | Lazio                  |
|     | 2020          | Edizione non disputata | Edizione non disputata | Edizione non disputata | Edizione non disputata | Edizione non disputata | Edizione non disputata | Edizione non disputata | Edizione non disputata | Edizione non disputata | Edizione non disputata | Edizione non disputata | Edizione non disputata | Edizione non disputata |
|     | 2021          | Edizione non disputata | Edizione non disputata | Edizione non disputata | Edizione non disputata | Edizione non disputata | Edizione non disputata | Edizione non disputata | Edizione non disputata | Edizione non disputata | Edizione non disputata | Edizione non disputata | Edizione non disputata | Edizione non disputata |
|     | 2022          | Edizione non disputata | Edizione non disputata | Edizione non disputata | Edizione non disputata | Edizione non disputata | Edizione non disputata | Edizione non disputata | Edizione non disputata | Edizione non disputata | Edizione non disputata | Edizione non disputata | Edizione non disputata | Edizione non disputata |
| 33ª | 2023 Dettagli | Veneto                 | Sicilia                | 4-2                    | Calabria               | Campania               | 4-2                    | Sicilia                | Lazio                  | 2-1                    | Piemonte               | Veneto                 | 4-2 (dts)              | Lombardia              |
| 33ª | 2024 Dettagli | Calabria               | Calabria               | 3-2                    | Sardegna               | Piemonte               | 8-1                    | Sicilia                | Emilia-Romagna         | 4-0                    | Marche                 | Veneto                 | 6-0                    | Calabria               |
| 34ª | 2025 Dettagli | Emilia Romagna         | Sicilia                | 1-0                    | Puglia                 | Lazio                  | 4-2 (dts)              | Veneto                 | Piemonte               | 4-1                    | Marche                 | Lazio                  | 4-2                    | Lombardia              |

## Albo d'oro
| Regione        | Calcio a 5 | Calcio a 5 | Calcio a 5   | Calcio a 5 | Totale |
| Regione        | Juniores   | Allievi    | Giovanissimi | Femminile  | Totale |
| -------------- | ---------- | ---------- | ------------ | ---------- | ------ |
| Lazio          | 9          | 6          | 2            | 2          | 19     |
| Veneto         | 5          | 1          | 2            | 4          | 12     |
| Sicilia        | 8          | 0          | 2            | 0          | 10     |
| Abruzzo        | 1          | 0          | 0            | 4          | 5      |
| Piemonte       | 1          | 2          | 1            | 1          | 5      |
| Puglia         | 2          | 0          | 0            | 2          | 4      |
| Lombardia      | 3          | 0          | 0            | 0          | 3      |
| Campania       | 2          | 1          | 0            | 0          | 3      |
| Emilia-Romagna | 0          | 0          | 3            | 0          | 3      |
| Marche         | 1          | 0          | 0            | 1          | 2      |
| Toscana        | 2          | 0          | 0            | 0          | 2      |
| Umbria         | 0          | 0          | 0            | 2          | 2      |
| Calabria       | 2          | 0          | 0            | 0          | 2      |